# Abondance (Haute-Savoie)
Abondance település Franciaországban, Haute-Savoie megyében. Lakosainak száma 1536 fő (2022. január 1.). Abondance Le Biot, Bonnevaux, La Chapelle-d’Abondance, Châtel, Montriond, Saint-Jean-d’Aulps és Vacheresse községekkel határos.

## Népesség
A település népességének változása:
| Lakosok száma | 1344 | 1377 | 1528 | 1439 | 1435 | 1447 | 1450 | 1488 | 1536 |
|               | 2013 | 2015 | 2016 | 2017 | 2018 | 2019 | 2020 | 2021 | 2022 |